# David Lopes
David de Melo Lopes (Moita, Nesperal, Sertã, 17 de abril de 1867 — 3 de fevereiro de 1942) foi um especialista e professor de árabe, professor de língua e literatura francesa e historiador.

## Carreira
David Lopes fez o liceu em Lisboa, onde também frequentou o Curso Superior de Letras. Entre 1889 e 1892, estudou em Paris, na École Nationale des Langues Orientales Vivantes e na École Pratique des Hautes Études.
Ensinou nas mesmas escolas em que foi aluno em Portugal: a partir de 1896, no Liceu de Lisboa, até se mudar para o Curso Superior de Letras (1902), mais tarde Faculdade de Letras da Universidade de Lisboa. Leccionou até atingir o limite de idade, em 1937, e posteriormente, de forma gratuita, em cursos livres.
Ensinou sobretudo a disciplina de Língua e Literatura Francesa e, a partir de 1914, também a disciplina de Língua e Literatura Árabe, então criada.
Em 1915 tornou-se sócio efectivo da Academia das Ciências de Lisboa, ocupando a vaga deixada por Gonçalves Viana. Sob a sua direcção e por ordem da Academia das Ciências foram publicados em 1915 e 1919 os dois volumes de Anais de Arzila: crónica inédita do século XVI, por Bernardo Rodrigues, (Coimbra, Imprensa da Universidade).
São da sua autoria os capítulos "O domínio árabe" e "Portugueses em Marrocos" da História de Portugal dirigida por Damião Peres, além de numerosos outros estudos publicados em Portugal e França.
O departamento de estudos árabes da Universidade de Lisboa designa-se, em sua honra, Instituto de Estudos Árabes e Islâmicos David Lopes.
Conhece-se colaboração sua na revista  Atlântida (1915-1920) e na Revista de Arqueologia  (1932-1938).
A 15 de fevereiro de 1941, foi agraciado com o grau de Grã-Cruz da Ordem Militar de Sant'Iago da Espada.

## Principais estudos publicados
- "Trois faits de phonétique historique arábico-hispanique", Actes du XIVème Congrès International des Orientalistes, 3, Paris, 1906, pp. 242-261.
- "Toponímia árabe de Portugal", Revista Lusitana, 24, 1922, pp. 257-273.
- Os textos em Aljamia portuguesa. Estudo filológico e histórico, Lisboa: Imprensa Nacional, 1940 (1ª edição, 1897).
- "Cousas luso-marroquinas. Notas filológicas sobre particularidades vocabulares do português nas praças de África", Boletim de Filologia, 7, 1942, pp. 245-259.
- "Alguns vocábulos arábico-portugueses de natureza religiosa, étnica e lexicológica", Revista da Universidade de Coimbra, XI, 1930, pp.
- "Os Árabes na obra de Alexandre Herculano. Notas marginais de língua e história portuguesa" in Boletim da Segunda Classe da Academia das Ciências de Lisboa, nº 3, 1910-1911, pp. 50-84, 198-253 e 323-377 e nº 4, pp. 321-402.
- Anais de Arzila, crónica inédita do século XVI, por Bernardo Rodrigues, Tomo I (1508-1525). Direcção de David Lopes. Academia das Ciências de Lisboa. Coimbra: Imprensa da Universidade, 1915;
- Anais de Arzila, crónica inédita do século XVI, por Bernardo Rodrigues, Tomo II (1525-1535) suplemento (1536-1550). Direcção de David Lopes. Academia das Ciências de Lisboa. Coimbra: Imprensa da Universidade, 1919.
- História de Arzila durante o Domínio Português, 2 vols. (1471-1550 e 1577-1589), Coimbra: Imprensa da Universidade, 1924-1925.
- Crónica do felicíssimo rei D. Manuel, de Damião de Góis, 1926.
- "Portugueses em Marrocos", in História de Portugal, ed. Barcelos.
- "A expansão em Marrocos", in História da Expansão Portuguesa no Mundo.
- "Les Portugais au Maroc", in Revue d’Histoire Moderne, 1939.
- "O Cid Português: Geraldo sem Pavor", Revista Portuguesa de História, 1940.
- A Expansão da Língua Portuguesa no oriente nos Séculos XVI, XVII e XVIII, Barcelos: portucalense, 1936 (2ª edição é de 1969 com notas de Luís de Matos).
- "O Domínio Árabe", in História de Portugal, Barcelos: Portucalense Editora.
- Extractos da Conquista de Yaman pelos Otomanos, 1892.
- História dos Portugueses no Malabar, 1898.
- "Alguns vocábulos arábico-portugueses de natureza religiosa, étnica e lexicológica", Revista da Universidade de Coimbra, XI, 1930.
- Colaboração nos volumes das Sources Inédites de l’Histoire de Maroc, em colaboração com Robert Richard.